# Lucas 18

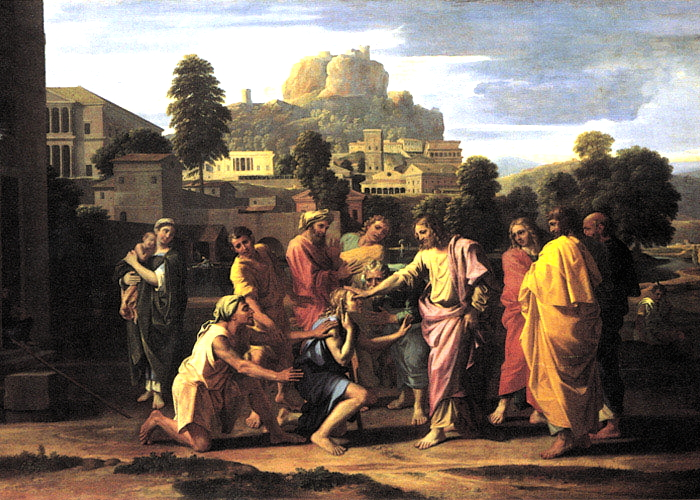
Jesus curando o cego perto de Jericó, um dos episódios de Lucas 18.
1650. Por Nicolas Poussin, atualmente no Louvre, em Paris.

Lucas 18 é o décimo-oitavo capítulo do Evangelho de Lucas no Novo Testamento da Bíblia e relata milagres, parábolas de Jesus e diversos de seus discursos.

## Parábola do Juiz Iníquo

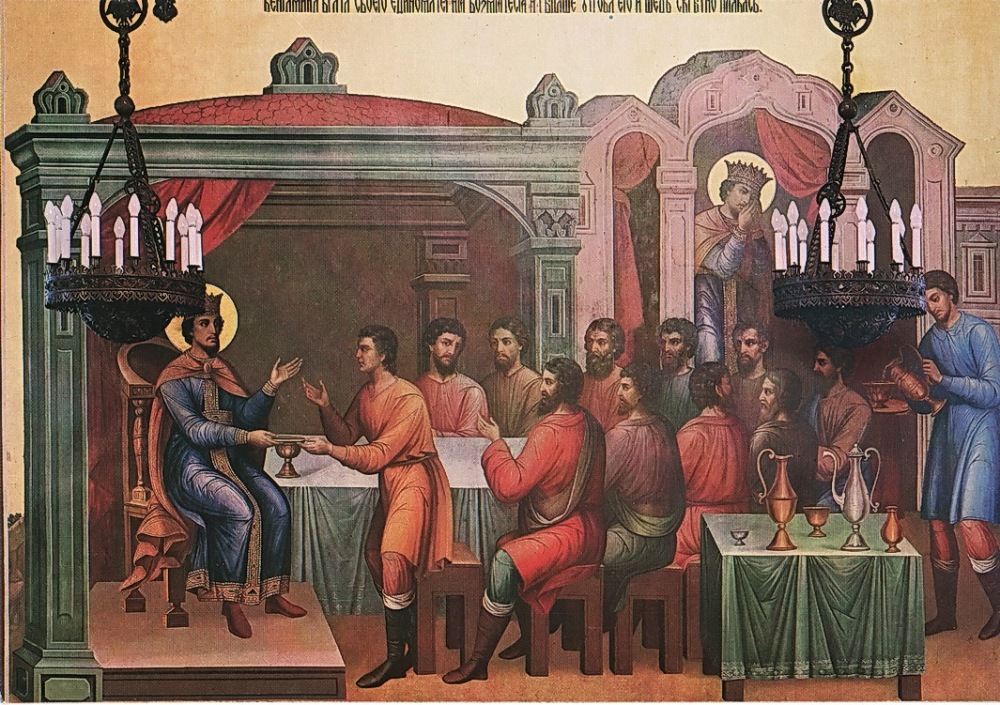
Parábola do Juiz Iníquo, um dos episódios de Lucas 18.
Entre 1881 e 1882. Manuscrito iluminado russo.

Esta parábola, conhecida também como "Parábola da Viúva Inoportuna", só aparece em Lucas (Lucas 18:1–8) e conta a história de um juiz (que é, além de incompassivo, ateu) que é repetidas vezes abordado por uma pobre viúva em busca de justiça. Inicialmente, ele rejeita seus pedidos, mas acaba cedendo para se livrar de suas persistentes investidas. Ela demonstra a importância a importância da persistência da oração e ocorre imediatamente antes da Parábola do Fariseu e do Publicano, sobre o mesmo tema, e é similar ainda à Parábola do Amigo Inoportuno em Lucas 11 (Lucas 11:5–8).

## Parábola do Fariseu e do Publicano

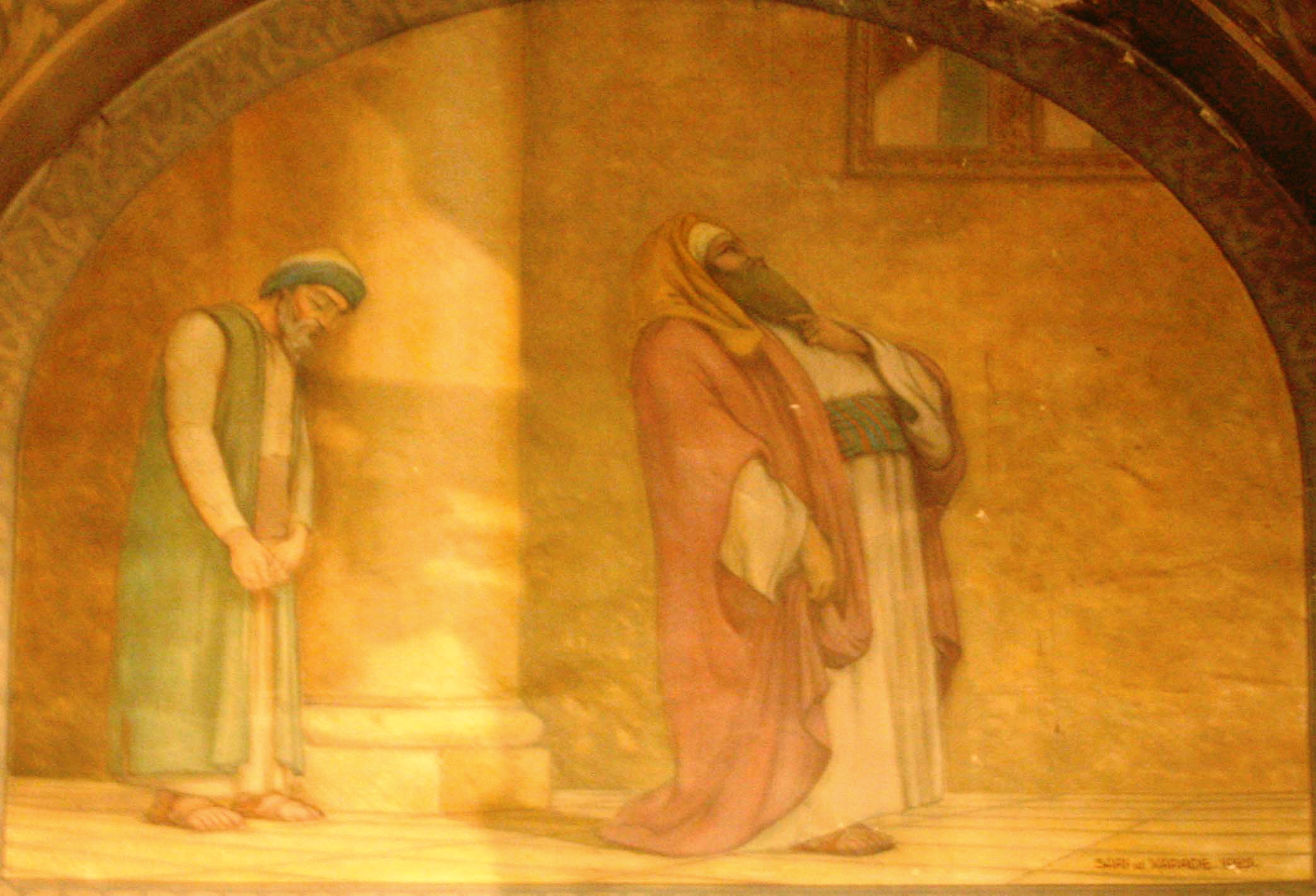
Parábola do Fariseu e do Publicano, um dos episódios de Lucas 18.
Afresco de Charles Varade & Jean Sarina na igreja de São José em Marselha, na França.

Esta parábola, também exclusiva de Lucas (Lucas 18:9–14), conta a história de um fariseu obcecado por sua própria virtude que é contrastado com um publicano que, humildemente, pede a Deus misericórdia. A história termina na conhecida frase em que Jesus diz «...porque todo o que se exalta, será humilhado; mas o que se humilha, será exaltado.» (Lucas 18:14).
Ela aparece imediatamente após a Parábola do Juiz Iníquo, que também trata da oração.

## Venham a mim as criancinhas
Em outro trecho famoso, Jesus fala sobre as crianças:
| “ | «Traziam-lhe também as crianças, para que as tocasse; e os discípulos, vendo isto, repreendiam aos que as traziam. Mas Jesus, chamando-as para junto de si, disse: Deixai vir a mim os meninos, e não os impeçais; pois dos tais é o reino de Deus. Em verdade vos digo: Aquele que não receber o reino de Deus como um menino, de maneira alguma entrará nele.» (Lucas 18:15–17) | ” |

Este trecho aparece ainda em Marcos 10 (Marcos 10:13–16) e Mateus 19 (Mateus 19:13–14). Jesus também fala de crianças em Mateus 18 (Mateus 18:1–6), Marcos 9 (Marcos 9:33–37) e Lucas 9 (Lucas 9:46–48).

## Jesus e o jovem rico

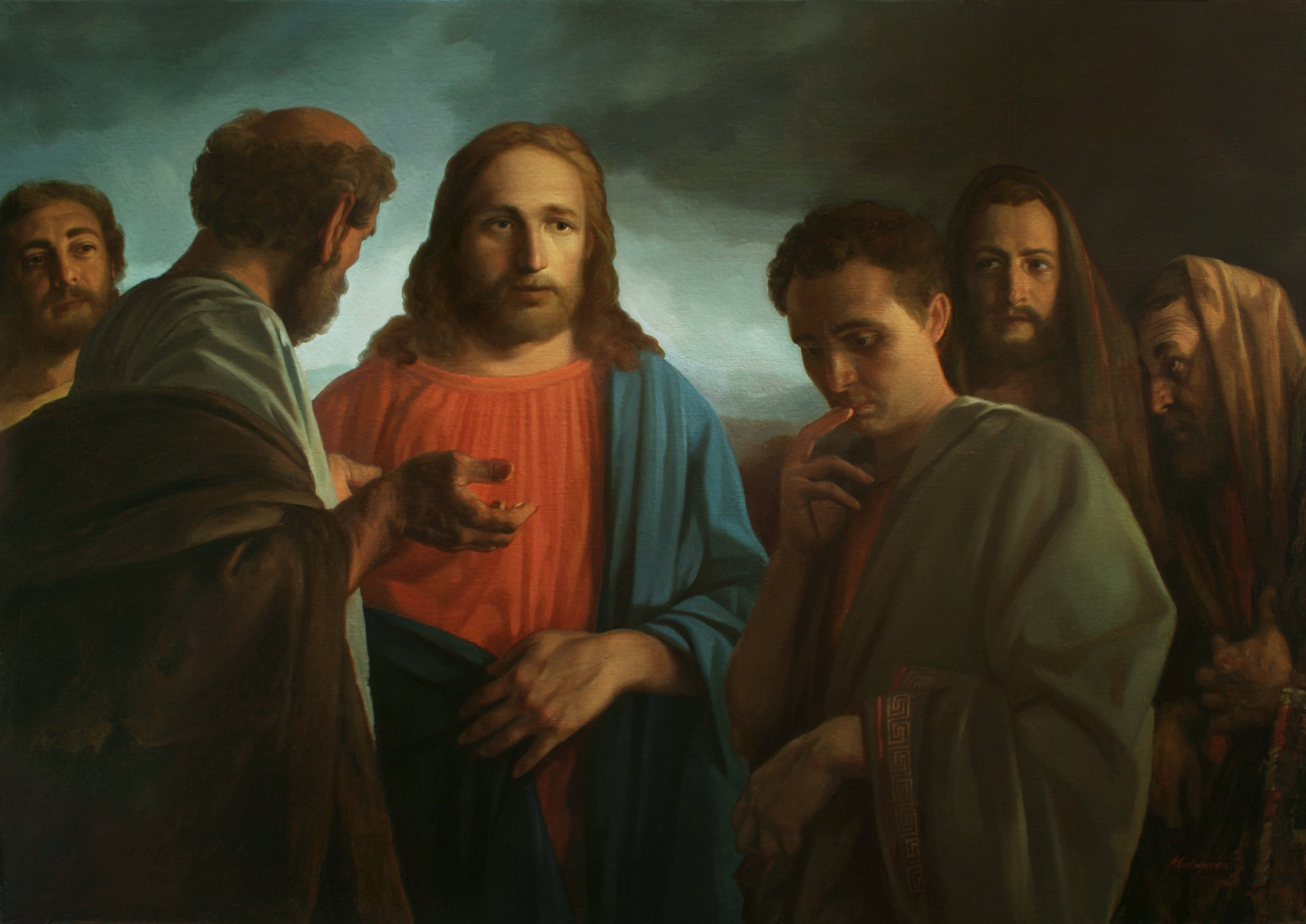
Jesus e o jovem rico, um dos episódios de Lucas 18.
2010. Por Andrey Mironov.

Lucas 18:18–23 conta um episódio de Jesus que trata da vida eterna e que aparece nos três evangelhos sinópticos: Mateus 19:16–30, Marcos 10:17–31 e Lucas 18:18–30. É nele que Jesus diz uma de suas mais famosas frases:
| “ | «Quão dificilmente entrarão no reino de Deus os que têm riquezas! Pois mais fácil é passar um camelo pelo fundo de uma agulha, do que entrar um rico no reino de Deus.» (Lucas 18:24–25) | ” |

## Com Deus, tudo é possível
Ainda discursando para seus ouvintes, Jesus é perguntado sobre quem pode ser salvo, ao que Jesus famosamente responde que «O que é impossível aos homens, é possível a Deus!» (Lucas 18:27). Ele continua reafirmando as recompensas, no presente e na vida eterna, para os que se sacrificaram pelo Reino de Deus. Este trecho aparece nos três evangelhos sinóticos: Lucas 26:30, Mateus 19:27–30 e Marcos 10:28–31.

## Jesus profetiza sua morte e ressurreição
Pela terceira vez, Jesus profetiza sua morte, afirmando que, ao chegarem em Jerusalém, todas as profecias sobre o Filho do Homem se cumprirão. Ele será humilhado, açoitado, morto e ressuscitará no terceiro dia. Porém, segundo o relato de Lucas, «Eles, porém, nada disto entenderam; e o sentido destas palavras era-lhes oculto, e não percebiam o que ele dizia.» (Lucas 18:34).

## Jesus curando o cego perto de Jericó
Os três evangelhos sinóticos falam de Jesus curando um cego "perto de Jericó" enquanto o grupo atravessava a cidade, pouco antes do início da Paixão. Em Marcos 10 (Marcos 10:46–52), um "Bartimeu" é citado. Em Mateus 20 (Mateus 20:29–34), são dois cegos curados, ambos sem nome. Finalmente, em Lucas 18:35–43, há somente um cego, que teria sido curado ainda durante a aproximação do grupo de Jesus à cidade de Jericó.
Este homem (ou homens) seria a segunda vez que Jesus curaria cego(s) em sua jornada a partir de Betsaida ("Jesus curando o cego de Betsaida") até Jerusalém, passando por Jericó. É possível que Bartimeu  tenha ouvido sobre a primeira cura e já soubesse da reputação de Jesus.

## Texto
O texto original deste evangelho foi escrito em grego koiné e alguns dos manuscritos antigos que contém este capítulo, dividido em 43 versículos, são:
- Papiro 75 (c. 175-225)
- Codex Vaticanus (325-350)
- Codex Sinaiticus (330-360)
- Codex Bezae (c. 400)
- Codex Washingtonianus (c. 400)
- Codex Alexandrinus (c. 400-440)
- Codex Ephraemi Rescriptus (c. 450)